# Élie Bayol
Elie Bayol va ser un pilot de curses automobilístiques francès que va arribar a disputar curses de Fórmula 1.
Elie Bayol va néixer el 28 de febrer del 1914 a Marsella, França i va morir el 25 de maig del 1995 a La Ciotat, França.

## A la F1
Va debutar a l'última cursa de la tercera temporada de la història del campionat del món de la Fórmula 1, la corresponent a l'any 1952, disputant el 7 de setembre el GP d'Itàlia al circuit de Monza.
Elie Bayol va participar en vuit curses puntuables pel campionat de la F1, repartides en cinc temporades, les que hi ha entre 1952 i 1956.

## Resultats a la Fórmula 1
| Any  | Equip          | Xassís   | Motor    | 1       | 2       | 3   | 4   | 5       | 6   | 7   | 8       | 9       | Posició | Punts |
| ---- | -------------- | -------- | -------- | ------- | ------- | --- | --- | ------- | --- | --- | ------- | ------- | ------- | ----- |
| 1952 | Élie Bayol     | O.S.C.A. | O.S.C.A. | SUI     | 500     | BEL | FRA | GBR     | ALE | HOL | ITA Ret |         | -       | 0     |
| 1953 | Élie Bayol     | O.S.C.A. | O.S.C.A. | ARG     | 500     | HOL | BEL | FRA Ret | GBR | ALE | SUI NVS |         | -       | 0     |
| 1953 | O.S.C.A.       | O.S.C.A. | O.S.C.A. |         |         |     |     |         |     |     |         | ITA Ret | -       | 0     |
| 1954 | Equipe Gordini | Gordini  | Gordini  | ARG 5   | 500     | BEL | FRA | GBR     | ALE | SUI | ITA     | ESP     | 19è     | 2     |
| 1955 | Equipe Gordini | Gordini  | Gordini  | ARG Ret | MON Ret | 500 | BEL | HOL     | GBR | ITA |         |         | -       | 0     |
| 1956 | Equipe Gordini | Gordini  | Gordini  | ARG     | MON 6*  | 500 | BEL | FRA     | GBR | ALE | ITA     |         | -       | 0     |

(*) Cotxe compartit.

### Resum
| Curses: | Victòries: | Pòdiums: | Poles: | Voltes ràpides: | Punts: |
| ------- | ---------- | -------- | ------ | --------------- | ------ |
| 8       | 0          | 0        | 0      | 0               | 2      |